# LPO
La Licencia Pública de OpenXpertya (LPO) es una licencia de código abierto y software libre. Fue desarrollado originalmente por el grupo de Desarrollo de openXpertya y un equipo de abogados expertos en nuevas tecnologías con la colaboración de SUN y basado en la licencia CDDL, y más tarde su control es traspasado a la 'Fundación Para el desarrollo del Software Libre Empresarial' (FUNDESLE).
La licencia LPO cumple completamente con la definición de software de código abierto de la Open Source Initiative (OSI) y con las cuatro libertades del software libre enunciadas por la Free Software Foundation (FSF). La LPO deja abierto cualquier posible uso o reutilización del software, si el usuario así lo desea, sin restringir la reutilización del código ni el relicenciamiento bajo la misma licencia o cualquier otra.
Esta licencia LPO está basada íntegramente en la licencia CDDL de SUN, de la cual es una traducción legal al español y que permite una mayor libertad aun que la propia MPL, en la utilización de cualquier código bajo cualquier tipo de licencia dentro de un mismo proyecto de software libre, manteniendo siempre el proyecto bajo licencia de software libre. Adicionalmente contiene varios addendum para permitir el relicenciamiento de aquel código amparado por la propia licencia LPO bajo cualquier otra licencia de software libre que no contradiga las condiciones iniciales del programador y para adaptación a las directivas españolas y europeas de software libre.
La LPO es una licencia paraguas muy amplia, ya que permite a los programadores, directamente incluir código amparado por diversas otras licencias de software libre bajo un mismo programa y bajo una misma licencia y que al extraer dichas partes del programa original bajo licencia LPO vuelvan a estar gobernados por sus licencias originales.
El grupo de desarrollo de openXpertya ha publicado dos versiones de la licencia LPO: La versión inicial ( la versión 1.0 ) se ha visto mejorada en la versión 1.1 en algunos aspectos de la traducción aportados por la comunidad de desarrollo y por una mejor y más clara redacción en algunos términos.
La Licencia LPO puede ser utilizada y modificada libremente como base para la realización de otras licencias de Software Libre en español de amplio nivel de libertades.